# ثور: عشق و تندر
ثور: عشق و تندر (انگلیسی: Thor: Love and Thunder) فیلمی آمریکایی در ژانر ابرقهرمانی است که بر اساس شخصیت ثور از مارول کامیکس ساخته شده و در ۲۰۲۲ منتشر شد. این فیلم به‌دست مارول استودیوز تهیه و به‌وسیلهٔ استودیو سینمایی والت دیزنی توزیع شده‌است. این فیلم دنبالهٔ مستقیم ثور: رگناروک (۲۰۱۷) است و بیست و نهمین فیلم در دنیای سینمایی مارول محسوب می‌شود. کارگردانی آن بر عهدهٔ تایکا وایتیتی بوده که فیلم‌نامه‌اش را با جنیفر کیتین رابینسون به نگارش درآورده است. کریس همسورث در نقش ثور در کنار کریستین بیل، تسا تامپسون، جیمی الکساندر، وایتیتی، راسل کرو و ناتالی پورتمن بازیگران فیلم هستند. در این فیلم، ثور در تلاش است تا به آرامش درونی دست یابد، اما باید به ماجرایی بازگردد و با کمک گرفتن از والکیری (تامپسون)، کورگ (وایتیتی) و جین فاستر که اکنون تبدیل به ثور شده‌است (پورتمن)، گور، قصاب خدایان (بیل) را از نابود کردن تمام خدایان بازدارد.
همسورث و وایتیتی تا ژانویهٔ ۲۰۱۸ دربارهٔ برنامه‌هایی برای ساخت دنبالهٔ رگناروک در حال مذاکره بودند. خبر ساخت عشق و تندر به‌طور رسمی در در ژوئیهٔ ۲۰۱۹ اعلام شد و همسورث، وایتیتی و تامپسون، در کنار پورتمن — که در رگناروک حضور نداشت — همگی برای بازگشت به این فرنچایز اعلام آمادگی کردند. وایتیتی گفت که این فیلم عناصری از فعالیت جیسون آرون در کتاب کمیک ثور نیرومند را اقتباس خواهد کرد که در آن شخصیت پورتمن یعنی جین فاستر، در حالی که به سرطان مبتلا شده‌است، شنل و قدرت‌های ثور را به خود می‌گیرد. رابینسون به‌عنوان نویسنده در فوریهٔ ۲۰۲۰ به فیلم پیوست و وایتیتی بعداً آن را یک فیلم عاشقانه توصیف کرد. جنیفر کایتین رابینسون در فوریه ۲۰۲۰ به فیلمنامه پیوست و بازیگران بیشتری در همان سال از جمله حضور نگهبانان کهکشان فاش شد. انتظار می‌رفت که تولید در اواخر سال ۲۰۲۰ آغاز شود اما به دلیل دنیاگیری کووید-۱۹ به تعویق افتاد. فیلمبرداری در نهایت در ژانویه ۲۰۲۱ در سیدنی استرالیا آغاز شد و در اوایل ژوئن به پایان رسید.
ثور: عشق و تندر در ۲۳ ژوئن ۲۰۲۲ در تئاتر ال کاپیتان واقع در هالیوود، لس آنجلس به نمایش درآمد و در ۸ ژوئیه به‌عنوان بخشی از فاز چهارم دنیای سینمایی مارول در ایالات متحده اکران شد. منتقدان سبک شاد فیلم و نقش‌آفرینی بازیگران به‌ویژه بیل و پورتمن را تحسین کردند، اما در زمینهٔ فیلم‌نامه و تناقض در لحن مورد انتقاد قرار گرفت؛ چند منتقد این فیلم را نسبت به قسمت قبلی ضعیف‌تر می‌دانستند. این فیلم بیش از ۷۶۰ میلیون دلار در سراسر جهان فروش داشته و هشتمین فیلم پرفروش ۲۰۲۲ است.

## داستان
پس از مرگ لاو، دختر گور و نادیده گرفته‌شدن درخواست کمک وی از سوی خدایش، راپو، گور به اسلحهٔ خداکُشِ نکروسورد فراخوانده می‌شود و از آن برای کشتن راپو استفاده می‌کند و قسم می‌خورد که تمام خدایان را بکشد.
در جایی دیگر، ثور پس از دریافت سیگنال استرس از سیف، راه خود را از نگهبانان کهکشان جدا می‌کند. به محض ورود، یک سیف شکست‌خورده به ثور به خاطر گور هشدار می‌دهد که هدف بعدی او نیو آسگارد است. دکتر جین فاستر، دوست دختر سابق ثور (که به سرطان تشخیص داده‌شده) با ناموفق‌بودن درمان پزشکی، به این امید که چکش شکسته ثور، میولنیر، او را به‌طور جادویی شفا دهد، به نیو آسگارد می‌رسد. از آنجا که ثور سال‌ها پیش ناخودآگاه فاستر را طلسم کرده‌بود تا از او محافظت کند، میولنیر دوباره خود را با فاستر پیوند می‌دهد. درست زمانی که گور با موجودات سایه شروع به حمله به شهر می‌کند، ثور به نیو آسگارد می‌رسد. او از پیدا کردن فاستر با میولنیر شگفت‌زده می‌شود، اما با این وجود با او، والکیری و کورگ برای مبارزه با گور متحد می‌شود. گروه گور را خنثی می‌کند، اما او فرار کرده و چند کودک آسگاردی را می‌رباید.
این گروه برای هشدار دادن به دیگر خدایان و درخواست کمک از آنها به آمنی‌پوتنت سیتی (Omnipotent City) سفر می‌کنند. زئوس خدای المپیک حاضر به کمک نیست و ثور را اسیر می‌کند و گروه را مجبور می‌کند تا با مردان زئوس مبارزه کنند. زئوس، کرگ را مجروح می‌کند. ثور در خشم زئوس را با صاعقهٔ خود ضربه می‌زند، که والکری در حین فرار آنها می‌دزدد. آنها سپس برای نجات کودکان به قلمرو سایه (Shadow Realm) سفر می‌کنند. با این حال، این یک حقه برای گور برای گرفتن استورم‌بریکر بود، که او قصد دارد از آن در بی‌فراست برای ورود به اترنیتی و درخواست نابودی همه خدایان استفاده کند. گور موفق می‌شود بر گروه ثور غلبه کند و با موفقیت استورم‌بریکر را بدزدد. گور از استورم‌بریکر برای باز کردن پورتال به اترنیتی استفاده می‌کند. والکری به شدت مجروح می‌شود و فاستر به نبردی پایان می‌دهد که با استفاده از میولنیر به پایان می‌رسد و یکی دیگر از این استفاده‌ها احتمالاً مرگ او را بر اثر سرطان تسریع می‌کند. از اینرو ثور به تنهایی می‌رود و کودکان ربوده‌شده آسگاردی و سلاح‌های آن‌ها را با قدرت خود آغشته می‌کند تا در کنار او بجنگند. فاستر در مبارزه با گور به ثور می‌پیوندد و نکروسورد را نابود می‌کند.
با اعتراف به شکست، ثور موفق می‌شود گور را متقاعد کند که تنها چیزی که از ابدیت می‌خواست این نبود که خدایان را نابود کند، بلکه بازگرداندن دخترش لاو بود. فاستر به بیماری خود تسلیم می‌شود و در آغوش ثور می‌میرد. اترنیتی به گور اجازه می‌دهد تا لاو را زنده کند، که او پیش از مرگش به خاطر اثرات نکروسورد از ثور خواهش می‌کند که از او مراقبت کند. کودکان به نیو آسگارد بازمی‌گردند، جایی که والکری و سیف شروع به آموزش آنها می‌کنند. در همین حال، ثور که اکنون دوباره میولنیر را در اختیار دارد، به ماجراجویی برای کمک به مردم ادامه می‌دهد، در حالی که لاو اکنون استورم‌بریکر را در کنار خود دارد.
در صحنه‌ای میان‌تیتراژ، زئوس که در حال بهبودی است، پسرش هرکول را برای انتقام و کشتن ثور می‌فرستد. در صحنهٔ پس از تیتراژ، فاستر به دروازه والهالا می‌رسد که در آن‌جا هایمدال از او استقبال می‌کند.

## بازیگران
- کریس همسورث در نقش ثور: یک از اعضای انتقام‌جویان و پادشاه سابق آسگارد، بر اساس خدای اسطوره‌ای نورس به همین نام.[۷] کارگردان تایکا وایتیتی گفت که ثور در فیلم دچار بحران میانسالی می‌شود، زیرا او «تنها سعی می‌کند هدفش را بفهمد، سعی می‌کند دقیقاً بفهمد که او کیست و چرا یک قهرمان است یا اینکه آیا باید یک قهرمان باشد».[۸]
- کریستین بیل در نقش گور، قصاب خدایان: یک قاتل کهکشانی که به دنبال انقراض خدایان است و شمشیری «عجیب و وحشتناک» در دست دارد.[۹][۱۰] وایتیتی گور را «بسیار قدرتمند» و لایه‌ای توصیف کرد.[۱۱]
- تسا تامپسون در نقش والکیری: پادشاه نیو آسگارد بر پایهٔ موجودیت اساطیری براین‌هلد.[۹][۷][۱۲] تامپسون و تهیه‌کننده کوین فایگی گفتند که دوجنس‌گرایی شخصیت در این فیلم مورد توجه قرار خواهد گرفت.[۱۳] وایتیتی گفت که والکری باید خود را با جنبه‌های بوروکراتیک حکمرانی، دور از میدان جنگ، مانند رسیدگی به زیرساخت‌ها و اقتصاد نیو آسگارد و میزبانی از نمایندگان کشورهای دیگر، وفق دهد.[۱۱]
- جیمی الکساندر در نقش سیف: یک جنگجوی آسگاردی و دوست دوران کودکی ثور، بر پایهٔ خدای اساطیری نورس به همین نام.[۱۴]
- تایکا وایتیتی در نقش کورگ: یک گلادیاتور کرونانی که با ثور دوست شد.[۱۵]
- راسل کرو در نقش زئوس: پادشاه المپیان بر اساس خدای اساطیری یونانی به همین نام.[۱۶]
- ناتالی پورتمن در نقش جین فاستر / مایتی ثور: یک اخترفیزیکدان و دوست‌دختر سابق ثور که تحت درمان سرطان قرار می‌گیرد در حالی که تبدیل به ابرقهرمان ثور می‌شود و به دلیل استفاده از نسخهٔ بازسازی شده چکش میولنیر، لباس و قدرت‌هایی شبیه به ثور به دست می‌آورد.[۹][۷][۱۲][۱۷] پورتمن، که در فیلم قبلی ثور: رگناروک (۲۰۱۷) ظاهر نشد، پس از ملاقات با وایتیتی،[۱۸] موافقت کرد که برگردد و گفت بازگشت فاستر به زندگی ثور پس از هشت سال تغییر بزرگی برای او خواهد بود.[۱۹]

علاوه بر این، نگهبانان کهکشان در این فیلم حضور دارند، با کریس پرت، پام کلمنتیئف، دیو باتیستا، کارن گیلان، وین دیزل، و بردلی کوپر در نقش‌های پیتر کویل / استار-لرد، مانتیس، درکس د دسترویر، نبیولا، گروت و راکت راکون، در کنار شان گان در نقش کراگلین ابفونتری. همچنین بازیگران مت دیمون، سم نیل و لوک همسورث در نقش بازیگران آسگاردی که به ترتیب نقش‌های لوکی، اودین و ثور را بازی می‌کنند و ملیسا مک‌کارتی به عنوان بازیگر نقش هلا به آنها ملحق شدند و همسر مک‌کارتی، بن فالکون در نقش مدیر صحنه ظاهر می‌شود.
سایمون راسل بیل در نقش دیونیسوس خدای المپیک، و آکوسیا سابت در نقش ایزدبانو باستت ظاهر می‌شوند. جاناتان بروگ، بازیگر نقش دیکن در فیلم وایتیتی از سال ۲۰۱۴ آنچه در سایه‌ها انجام می‌دهیم به عنوان یکی از خدایان در فیلم ظاهر می‌شود. کیرون ال. دایر در نقش اکسل، پسر هایمدال ظاهر می‌شود؛ ایندیا رز همسورث، دختر کریس همسورث در نقش لاو، دختر گور، و السا پاتاکی، همسر همسورث، در نقش ولف‌وومن (زن گرگی) ظاهر می‌شوند؛ علاوه بر آن فرزندان پورتمن و وایتیتی، کودکان نیو آسگارد را به تصویر می‌کشند. جنی موریس خواننده نیز به عنوان یک شهروند نیو آسگارد ظاهر می‌شود. برت گلدشتاین در نقش هرکول پسر زئوس در یک صحنه میان تیتراژ ظاهر می‌شود.
جف گلدبلوم و پیتر دینکلیج قرار بود به ترتیب در نقش‌های گرندمستر از ثور: رگناروک و ایتری از انتقام‌جویان: جنگ ابدیت (۲۰۱۸) نقش‌های خود را بازی کنند، اما صحنه‌های آن‌ها از اکران سینمایی حذف شدند. لینا هیدی نیز قرار بود در این فیلم حضور داشته باشد، اما صحنه‌های وی همچنین از اکران سینمایی حذف شدند.

## انتشار
ثور: عشق و تندردر تاریخ ۸ ژوئیه ۲۰۲۲ در ایالات متحده اکران شد. این فیلم قبلاً برای انتشار در ۵ نوامبر ۲۰۲۱ تنظیم شده بود، اما به دلیل دنیاگیری کووید-۱۹ تا ۱۸ فوریه ۲۰۲۲ به تعویق افتاد. سپس زمانی که دکتر استرنج در چندجهانی دیوانگی تغییر برنامه داد، یک هفته به ۱۱ فوریه منتقل شد، و باری دیگر به ۶ مه ۲۰۲۲ به تعویق افتاد تا اینکه در نهایت تاریخ آن ۸ ژوئیه ۲۰۲۲ معرفی شد. این بخشی از فاز چهارم دنیای سینمایی مارول است.

## بازخورد

### فروش گیشه
ثور: عشق و تندر ۳۴۳٫۲ میلیون دلار در ایالات متحده و کانادا و ۴۱۷٫۷ میلیون دلار در سایر مناطق فروش داشته که مجموعاً ۷۶۰٫۹ میلیون دلار در سراسر جهان است. این فیلم به ششمین فیلم پرفروش ۲۰۲۲ تبدیل شده‌است. آخر هفته افتتاحیه این فیلم ۳۰۳٫۳ میلیون دلار در سراسر جهان به دست آورد و با ۲۳ میلیون دلار فروش در قالب آی‌مکس، به سومین افتتاحیه بزرگ ژوئیه در تاریخ برای این فرمت تبدیل کرد.
پیش‌بینی شده بود که این فیلم در نخستین اکران آخرهفتهٔ خود بین ۱۴۰ تا ۱۶۷ میلیون دلار با مجموع ناخالص جهانی ۳۴۵ تا ۴۲۰ میلیون دلار فروش داشته باشد. این فیلم در نخستین روز اکران خود ۶۹٫۵ میلیون دلار به دست آورد که شامل ۲۹ میلیون دلار از پیش‌نمایش پنجشنبه‌شب بود. این، دومین روز افتتاحیه و پیش‌نمایش شب در سال ۲۰۲۲ (پس از دکتر استرنج در چندجهانی دیوانگی)، و همچنین پنجمین روز برتر افتتاحیه را برای یک فیلم MCU رقم زد. این فیلم با فروش ۱۴۳ میلیون دلاری، بهترین آغاز فیلم انفرادی ثور، سومین فیلم برتر سال ۲۰۲۲ (پس از چندجهانی دیوانگی و دنیای ژوراسیک: قلمرو)، و دوازدهمین بهترین فیلم برای یک فیلم MCU است. آخر هفته دوم آن ۴۶٫۶ میلیون دلار فروش داشت که کاهشی نزدیک به ۶۸ درصد را نشان می‌دهد که یکی از بزرگترین افت‌های آخر هفته دوم برای یک فیلم MCU است. ددلاین هالیوود این را به رتبه‌بندی‌های سینماسکور و پاسخ انتقادی منتقدان و تماشاگران نسبت داد. این فیلم در سومین آخر هفته اکران خود ۲۲٫۶ میلیون دلار فروش داشت و پس از فیلم تازه‌وارد جواب منفی در جایگاه دوم قرار گرفت.
در خارج از ایالات متحده و کانادا، عشق و تندر در روز افتتاحیهٔ خود ۱۵٫۷ میلیون دلار از ۱۷ بازار به دست آورد که ۳۹ درصد از نتایج کلی روز نخست ثور: رگناروک (۲۰۱۷) پیشی گرفت، اما از دکتر استرنج در چندجهانی دیوانگی ۲۴ درصد عقب افتاد. این فیلم با ۳٫۱ میلیون دلار بهترین فروش گیشه در روز افتتاحیه در کره جنوبی داشت و پنجمین پرفروش‌ترین اکران در این کشور در طول همه‌گیری شد. این فیلم در روز افتتاحیهٔ خود در استرالیا ۳ میلیون دلار به دست آورد و به پنجمین روز افتتاحیه برتر تاریخ برای یک فیلم MCU در این کشور تبدیل شد.

### پاسخ انتقادی
در وبگاه جمع‌آوری نقد راتن تومیتوز، ٪۶۴ از ۴۲۸ بررسی منتقدان مثبت است، و میانگینِ امتیاز آن ۶٫۴/۱۰ است. اجماع این وبگاه چنین می‌نویسد: «ثور: عشق و تندر از برخی جهات به احیایی از رگناروک شباهت دارد—اما این فیلم به‌طور کلی، با ارائهٔ سرگرمی سریع و کافی به مکملی ارزشمند برای دنیای سینمایی مارول تبدیل شده‌است.» این فیلم در متاکریتیک که از میانگین وزنی استفاده می‌کند، بر اساس نظر ۶۴ منتقدین امتیاز ۵۷ از ۱۰۰ را کسب کرده که نشان‌گر «نقدهای مختلط یا متوسط» است. تماشاگران شرکت‌کننده در نظرسنجی سینماسکور به فیلم نمره متوسط «B+» در مقیاس «A+» تا «F» دادند و پست‌ترک گزارش داد که ۷۷ درصد از مخاطبان به آن نمره مثبت داده‌اند و ۶۳ درصد گفته‌اند که قطعاً آن را توصیه می‌کنند.
در واکنش‌های اولیه به این فیلم، اسکرین رنت اشاره کرد که نقش‌آفرینی کریستین بیل و ناتالی پورتمن مورد تحسین قرار گرفته‌است. اوون گلیبرمن از ورایتی گفت «کلمات زیادی برای توصیف [ثور: عشق و تندر] وجود دارد» و بیان کرد که «عنصر کمدی بخشی از آن است» که رگناروک را به «یک گل خودروی خالص مارول تبدیل کرد.» گلیبرمن نوشت که این فیلم تا انتها «طراوت خود را حفظ می‌کند»، اگرچه با صحنهٔ «بی‌لطافتی» از نگهبانان کهکشان شروع می‌شود. او همچنین شخصیت گور را ستود و آن را «مقدمه‌ای قدرتمند» نامید و با گفتن اینکه او در پایان احساس «تحسین» کرد، نقد را به پایان رساند. دیوید ارلیش از ایندی‌وایر فیلم را به خاطر لحن سبک و لحظات طنزش تحسین کرد و نوشت که «[تایکا] وایتیتی همچنان به رنگ‌آمیزی فیلم‌های ثور با عطر و طعم خاص خودش ادامه می‌دهد، که در اینجا به همان اندازهٔ جوجو خرگوشه مورد استقبال قرار گرفته‌است.» او اضافه کرد که این فیلم «از لحظه آغازش به دلیل مکان نامشخصش در جهان مبهم است». نیک آلن در RogerEbert.com به این فیلم ۳ از ۵ ستاره داد، و احساس کرد که این «کم و بیش یک دور پیروزی برای همه چیزهایی است که [وایتیتی] با فیلم قبلی، رگناروک با شکلی خنده‌دار، مهیج و آشکارا با طراوت در مارول به دست آورده بود. در حالی که شوخی‌های آشنای زیادی در این فیلم وجود دارند، این دنبالهٔ سرگرم‌کننده هنوز هم با جاه‌طلبی بصری و قلب کافی در جلو و پشت دوربین یک نیروی خوب است که می‌تواند برای خودش به‌ایستد.» او با تحسین از بازی پورتمن نوشت: «این نشان می‌دهد که چرا دیدن دوبارهٔ جین عالی است» و نقش «تحسین‌برانگیز» بیل را که به نظر او «نزدیک‌ترین چیزی است که [او] را در نقش پنی وایز با خط تیره‌ای از لرد ولدمورت نشان می‌دهد» تمجید کرد.
دیوید رونی از هالیوود ریپورتر اظهار داشت: «فیلم کم‌وزن، غیرجدی و فوراً فراموش‌شدنی احساس می‌شود و نه عشق می‌زند، نه تندر». دیوید سیمز از آتلانتیک احساس کرد که فیلم «یک اکشن معمولی رعد و برق‌آلود را با یک سری جوک‌ها ارائه می‌کند، اما این بار، حجم کافی پشت زرق‌وبرق آن وجود ندارد». او آن را «یک فیلم آشفتهٔ عجولانه» و «ناامیدکننده با توجه به اینکه [وایتیتی] کارگردان است» نامید، اگرچه او اجراهای بیل و راسل کرو را تحسین کرد. دیوید فیر از رولینگ استون احساس کرد که فیلم «به طرز عجیبی جذاب نیست [...] حتی جنبه‌های عشق و مرگ نیز اغلب شبیه به انتقال سردی از منابع دور هستند». او آن را به دلیل «برخورد لحن‌های رقابتی، طرح‌های فرعی، نوسان‌های بزرگ مفهومی و هرج‌ومرجی که به صورت رقت‌انگیز در می‌آید» به‌عنوان یک آشفتگی دید. اریک فرانسیسکو در اینورس احساس کرد که ثورِ کریس همسورث در این فیلم «پیچ‌وخم شده‌است و در برزخی از یک داستان دوربرگردان رهاشده که تا حدودی روی کاغذ منطقی به نظر می‌رسد، اما در اجرا نمی‌تواند ویسکوزیته را حفظ کند»؛ او احساس کرد که مارول «نمی‌داند دیگر با آن [شخصیت] چه کار کند» و «علی‌رغم تلاش [مارول] برای ایجاد داستانی احساسی در مورد عشق و مرگ، این فیلم با طنزی بی‌امان خسته‌کننده، طرح‌های پریشان و لحنی ناهموار راه خودش را طی می‌کند». ریچارد روپر از شیکاگو سان-تایمز ۲ از ۵ ستاره به فیلم داد و آن را «یکی از احمقانه‌ترین و کم‌اهمیت‌ترین حماسه‌ها در تاریخ دنیای سینمایی مارول» نامید و در ادامه با انتقاد از فیلم‌نامه نوشت: «فصلی ظاهراً وحشی و گیج، اما در نهایت ناامیدکننده و از هم‌گسیخته در داستانی در حال انجام در مورد ایزد آذرخش که به نظر می‌رسد با هر فیلم جدیدی بی‌خبرتر از اوضاع می‌شود».

## آینده
در رابطه با شعار پایانی فیلم مبنی بر «ثور بازخواهد گشت»، وایتیتی از اضافه‌شدن این شعار به فیلم بی‌اطلاع بود و این امر برای وی و همسورث شگفت‌انگیز بود. وایتیتی گفت که آمادهٔ بازگشت برای کارگردانی فیلم دیگری از ثور است، اگر همسورث نیز در آن نقش داشته باشد و افزود که داستان باید «چیزی غافلگیر کننده و غیرمنتظره» باشد. او پیشنهاد کرد که فیلم جدید به سبک یک فیلم جاده‌ای با بودجهٔ کم و بدون صحنه‌های مبارزه، شبیه به نبراسکا (۲۰۱۳) باشد.